# Lac Milada
Le lac Milada (tchèque : Jezero Milada, aussi localement dénommé  Chabařovické jezero), situé en République tchèque est un lac artificiel récent (de forme rectangulaire, s'étendant sur 250 hectares environ (soit un peu plus petit que le lac proche de Mácha). Sa profondeur moyenne et de 15,5 m, mais atteint 25 m.

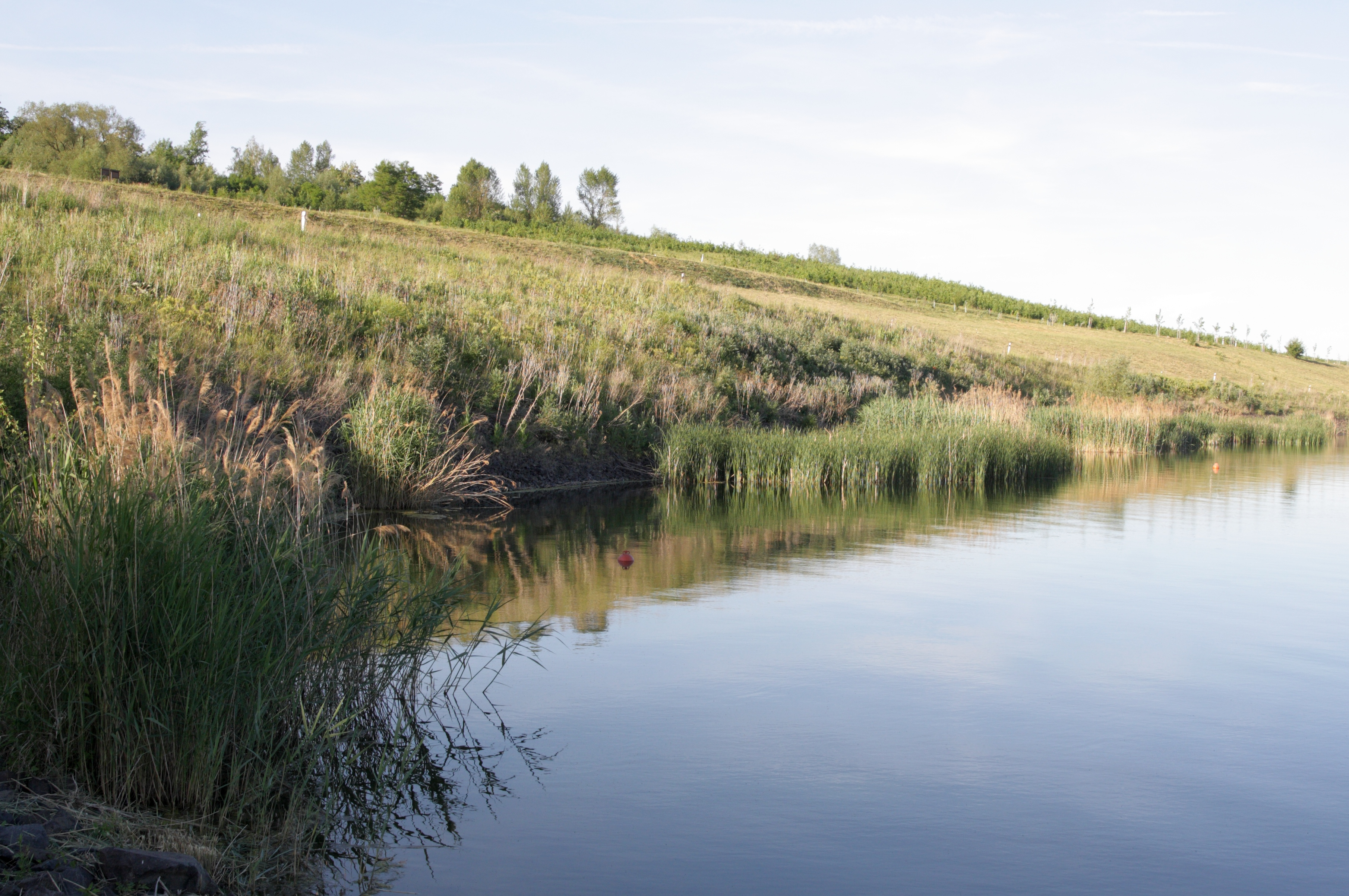
Végétation rivulaire (juin 2017), contribuant à stabiliser les berges et formant un écotone eau/sol abritant de nombreuses espèces de zones humides

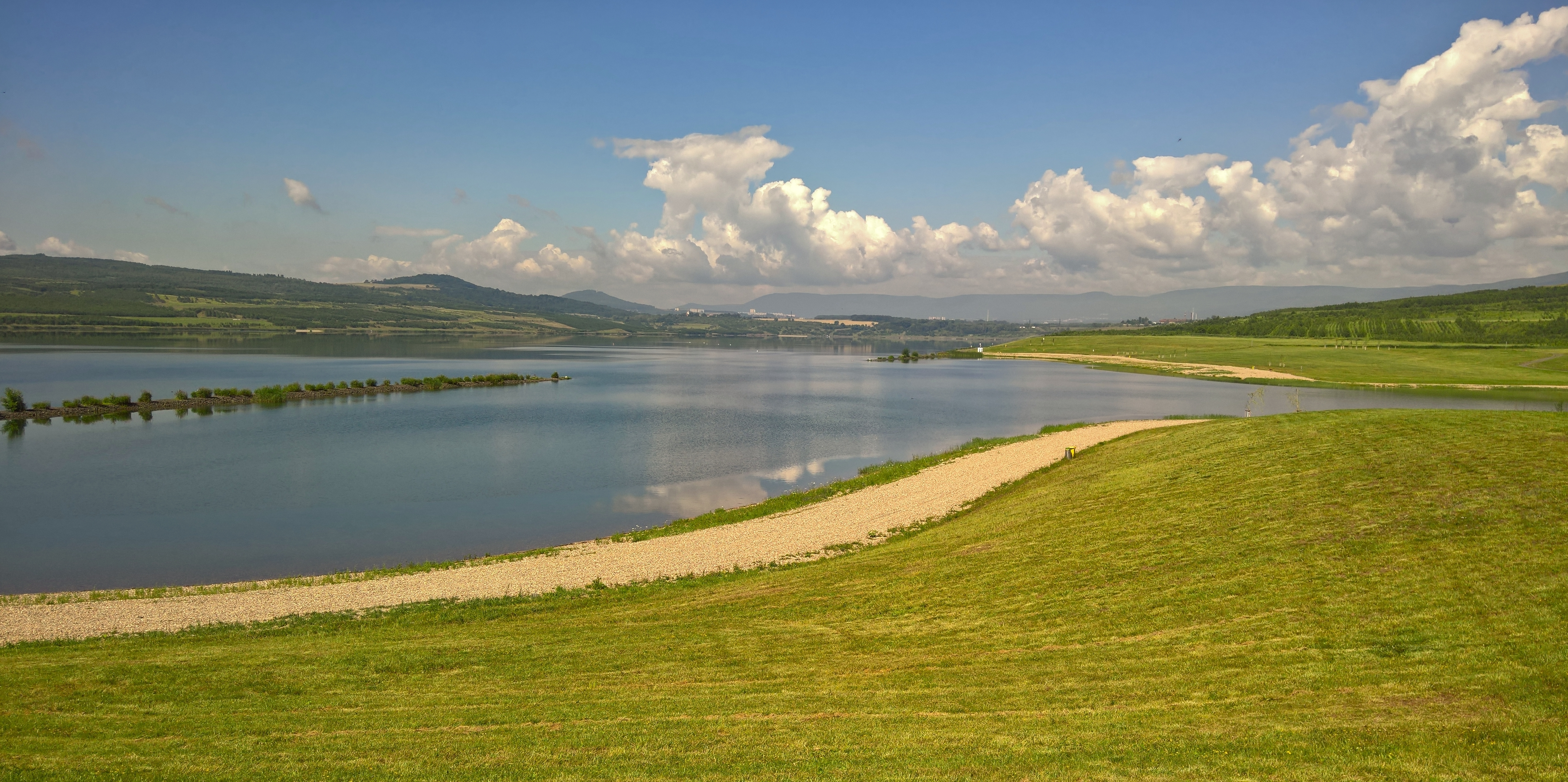
Vue du lac

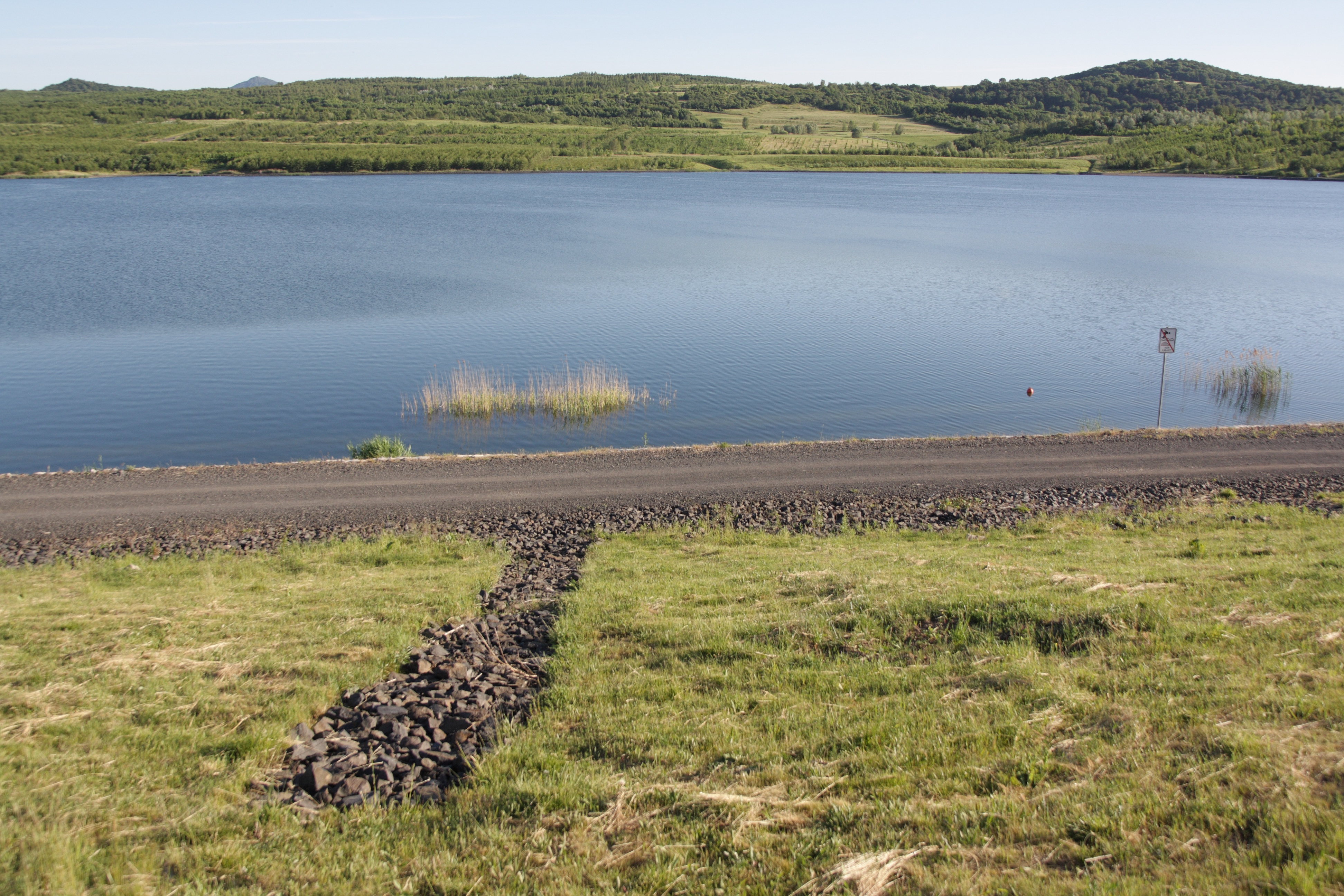
Vue du versant nord du lac Milada, d'un drain de schistes miniers et du cheminement périphérique

C'est une mesure de compensation issue de la submersion d'une mine de charbon à ciel ouvert et de l'inondation de trois anciens villages (Hrbovice, Tuchomyšl et Vyklice).
Il contient environ 35 millions de mètres cubes d'eau.

## Histoire
En 1998, après la cessation de l'exploitation de la mine de charbon de Chabařovice, la carrière (mine à ciel ouvert) a été fermée. Des travaux de réhabilitation paysagère et écologique ont commencé sur une partie du périmètre, dans le cadre de mesures compensatoires et de remise en état et mise en sécurité du site, centrées sur une mise en eau.
Ce site industriel a été le premier en République tchèque à faire l'objet de travaux de réhabilitation paysagère, peu après la fin de l'exploitation minière ; opération susceptible de servir de modèle à d'autres sites ou localités.
La mise en eau a commencé le 15 juin 2001. Elle a fait de ce réservoir (aujourd'hui) le second en taille pour le nord de la République tchèque. La cavité a été alimentée à raison de 700 l/s d'eau via un déversoir d'eau provenant du réservoir de Kateřina.
Le territoire doit être ouvert à certains investisseurs et est ouvert au public depuis le 30 mai 2015.

## Effets attendus
Les changements climatiques locaux attendus devraient être modérés (brumes plus fréquentes, diminution de l'empoussièrement de l'air et températures plus stables. La qualité de l'eau qui pourrait être affectée par le substrat minier est l'un des critères clés du projet : elle est surveillée et son évaluation qualitative sera utile pour d'éventuels projets de mise en eau de milieux dans d'autres régions. Les populations de poissons (introduits dans le milieu) et de la flore aquatique qui les alimente ou les abrite font aussi l'objet d'un suivi ,

## Utilisations du site
Le lac est et sera essentiellement destiné à des usages récréatifs et loisirs de nature (baignade, pêche, voile, vélo sur piste cyclable, roller, jogging, équitation, etc.)
En 2006 cinq communes (Ústí nad Labem, Chabařovice, Trmice, Řehlovice et Modlany) ont créé une association (dite Jezero Milada).
Avec la municipalité d'Ústí nad Labem elles ont financé une piste cyclable donnant accès au site et aux environs, ouverte en 2006.